# Paradactylopodia latipes
Paradactylopodia latipes is een eenoogkreeftjessoort uit de familie van de Dactylopusiidae. De wetenschappelijke naam van de soort is voor het eerst geldig gepubliceerd in 1865 door Boeck.